# Mérigny
Mérigny ist eine französische Gemeinde mit 544 Einwohnern (Stand: 1. Januar 2022) im Département Indre in der Region Centre-Val de Loire. Sie gehört zum Arrondissement Le Blanc und zum Kanton Le Blanc. Die Einwohner werden Mérinois genannt. 

## Lage
Die Gemeinde Mérigny liegt an der Grenze zum Département Vienne im Regionalen Naturpark Brenne, etwa 45 Kilometer ostnordöstlich von Poitiers am Anglin. Umgeben wird Mérigny von den Nachbargemeinden Lurais im Norden, Fontgombault im Nordosten, Sauzelles im 'Nordosten und Osten, Saint-Aigny im Osten, Ingrandes im Südosten, Saint-Germain im Süden und Südwesten, Nalliers im Westen sowie Saint-Pierre-de-Maillé im Nordwesten.

## Bevölkerungsentwicklung
| Jahr                       | 1962 | 1968 | 1975 | 1982 | 1990 | 1999 | 2006 | 2013 | 2020 |
| Einwohner                  | 804  | 767  | 700  | 570  | 563  | 571  | 571  | 538  | 541  |
| Quellen: Cassini und INSEE |      |      |      |      |      |      |      |      |      |

## Sehenswürdigkeiten
- Kirche Saint-Sulpice
- Kirche Notre-Dame-du-Rosaire der Bruderschaft der Transfiguration
- Priorei von Puychevrier
- Schloss Plaincourault, seit 1944 Monument historique, und Kapelle
- Felsen La Dube

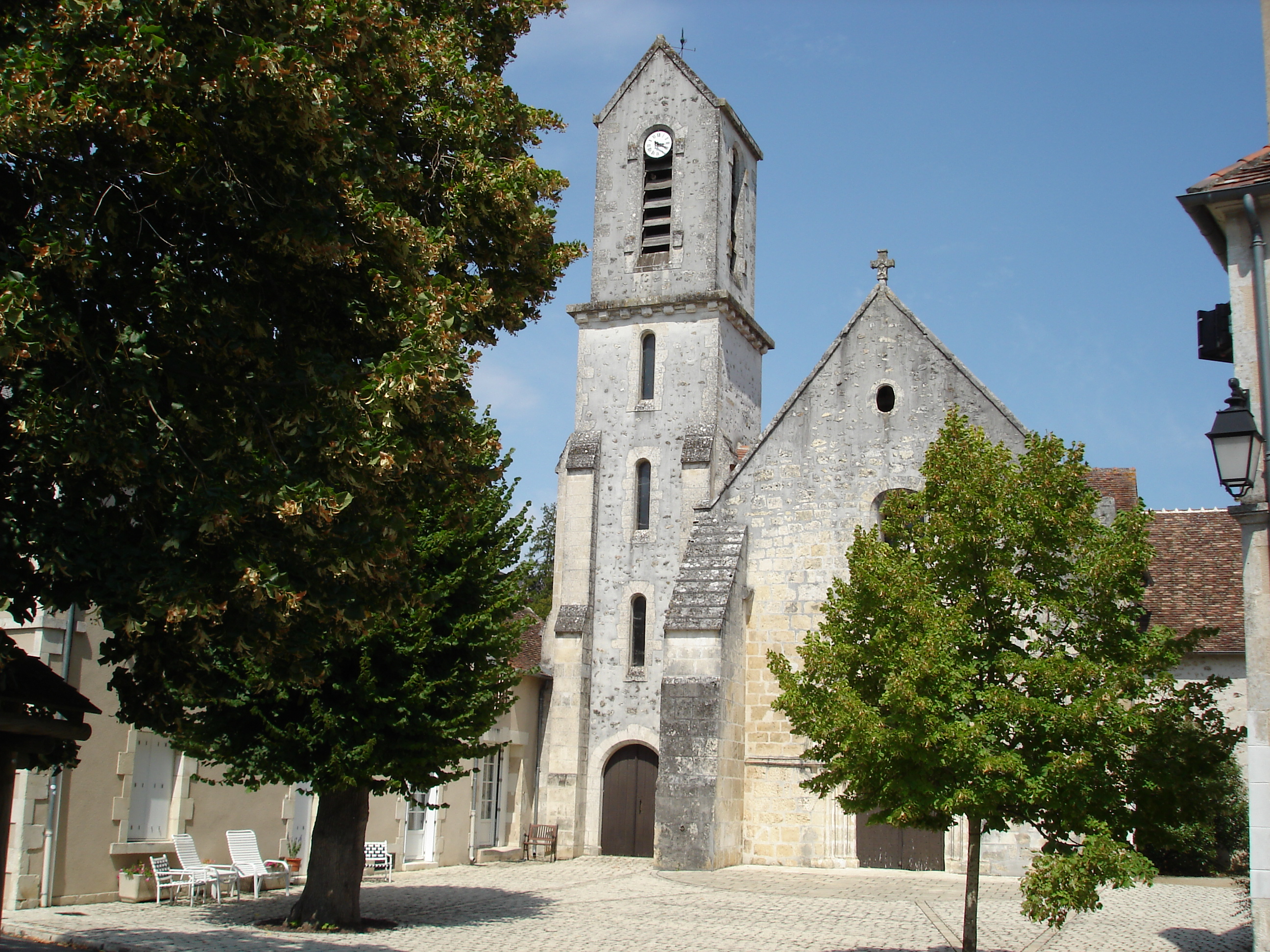
Kirche Saint-Sulpice
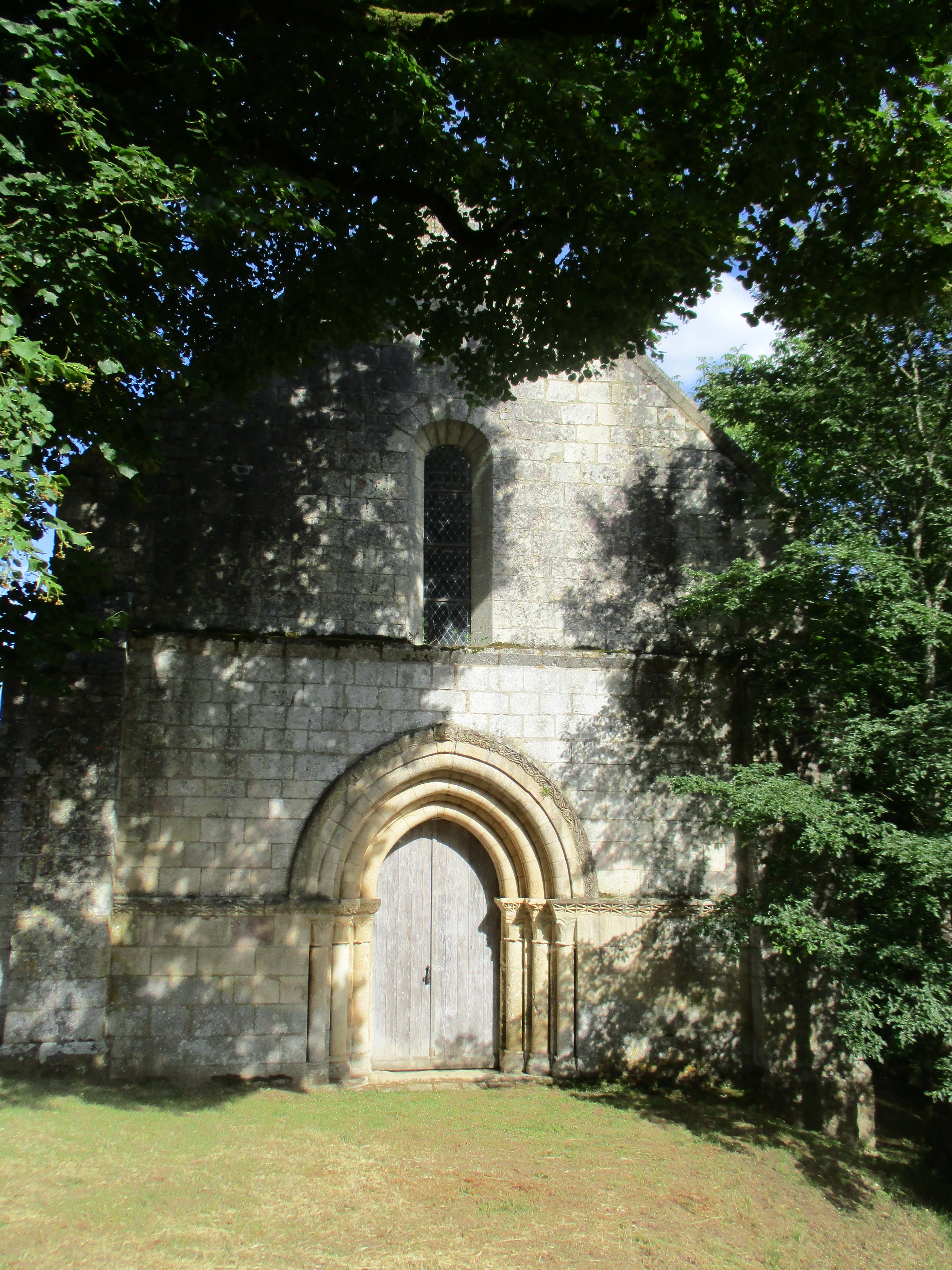
Kapelle des Schlosses Plaincourault
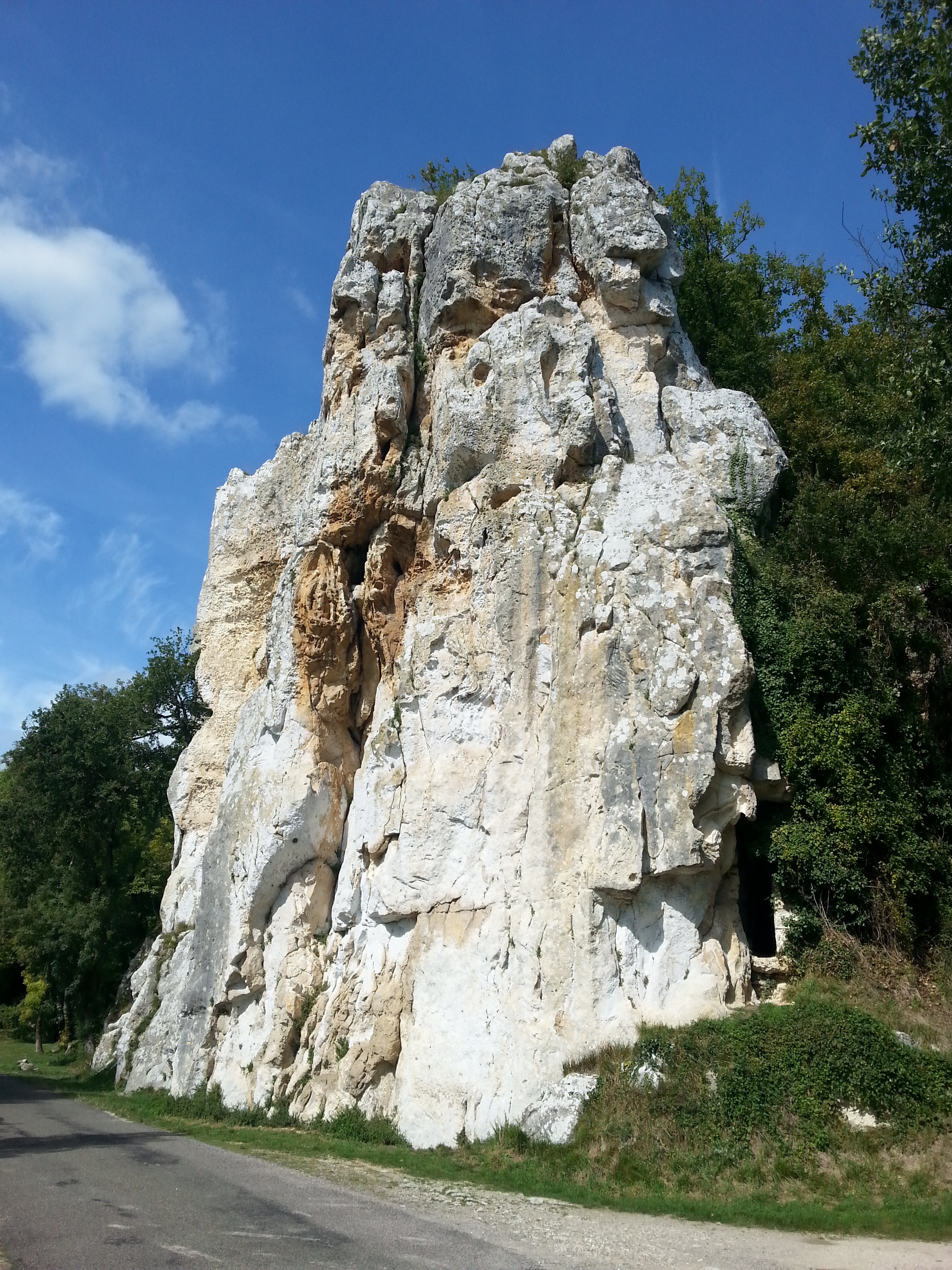
Felsen La Dube